# Église Sainte-Anne de Jérusalem
Pour les articles homonymes, voir Église Sainte-Anne.
L'église Sainte-Anne de Jérusalem est une église catholique de Jérusalem-Est, située dans la vieille ville.
Elle fait partie du domaine national français en Terre Sainte, tout comme le Tombeau des Rois, l'église du Pater Noster (dite aussi Eleona) sur le mont des Oliviers et l'abbaye Sainte-Marie de la Résurrection d'Abu Gosh. Elle est administrée par les Pères blancs et elle se trouve juste à côté du site archéologique de la piscine probatique, celle de Bethesda du Nouveau Testament.

## Histoire
Selon la tradition chrétienne orientale, la crypte est située sur le lieu de la maison d'Anne et Joachim, les parents de la Vierge Marie à Jérusalem, dans laquelle elle serait née. Une église byzantine y a été construite du temps de l'impératrice Eudocie, dédiée à la Vierge Marie. Elle a été détruite par l'invasion perse de 614, puis reconstruite et de nouveau détruite en 1009 par Al-Hakim. L'église actuelle, de style roman, a été construite par les croisés en 1140 et a tout de suite été dédiée à sainte Anne. Après la conquête de Jérusalem par Saladin, l'église est transformée en 1192 en école de droit coranique, puis tombe en ruines au cours des siècles.
En 1856, après la guerre de Crimée, la France reçut l'église du Sultan Abdülmecid Ier en remerciement de son aide à la Turquie. Sainte-Anne fut donc restaurée et l'État français la confia en 1877 à Monseigneur Lavigerie et à sa Société des missionnaires d'Afrique. Entre 1882 et juin 1967, le lieu abrita le grand séminaire pour la formation des prêtres grecs-catholiques.

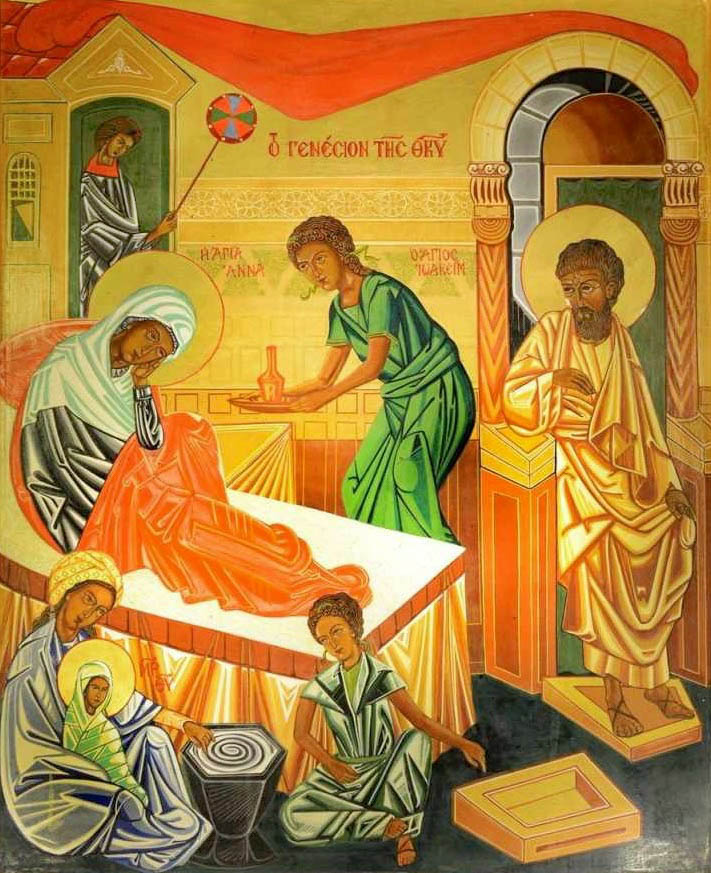
Icône de la Nativité de la Vierge Marie dans la crypte.

En 1996, lors de la visite de Jacques Chirac dans la partie arabe de Jérusalem, le président français refusa d'entrer dans l'église tant que des soldats israéliens armés qui l’accompagnaient n'en seraient pas sortis. Le 22 janvier 2020, lors d'une nouvelle visite présidentielle, Emmanuel Macron a lui aussi exigé que les services de sécurité israéliens sortent de l'édifice, rappelant « les règles qui existent depuis plusieurs siècles ».
Le site est toujours administré par les Pères blancs. Ayant beaucoup de projets en Afrique, leur travail à Jérusalem consiste essentiellement à la formation de séminaristes, mais aussi à l'accueil de nombreux pèlerins chrétiens. Un accueil relativement difficile du fait de la petite taille du site confronté à une demande d'accès par les pèlerins toujours plus importante.
Le site de l'église Sainte-Anne de Jérusalem accueille une ONG chargée des rapports écrits sur les comportements des Israéliens et des Palestiniens lors des passages de points de contrôle. Le nom de cette ONG est Ecumenical Accompaniment Programme in Palestine and Israel (en) (EAPPI).

## Architecture

### Galerie

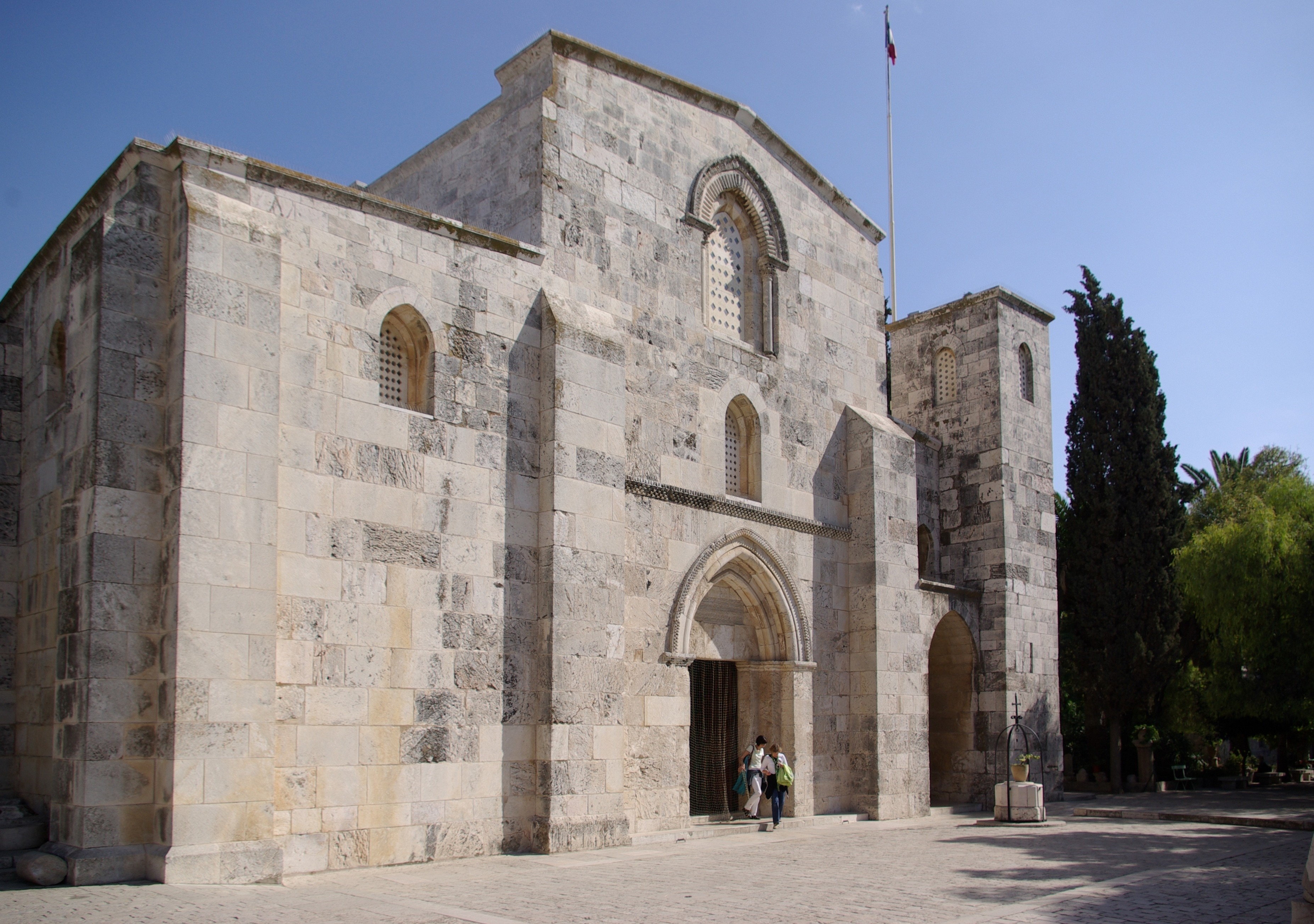
Façade de l'église.
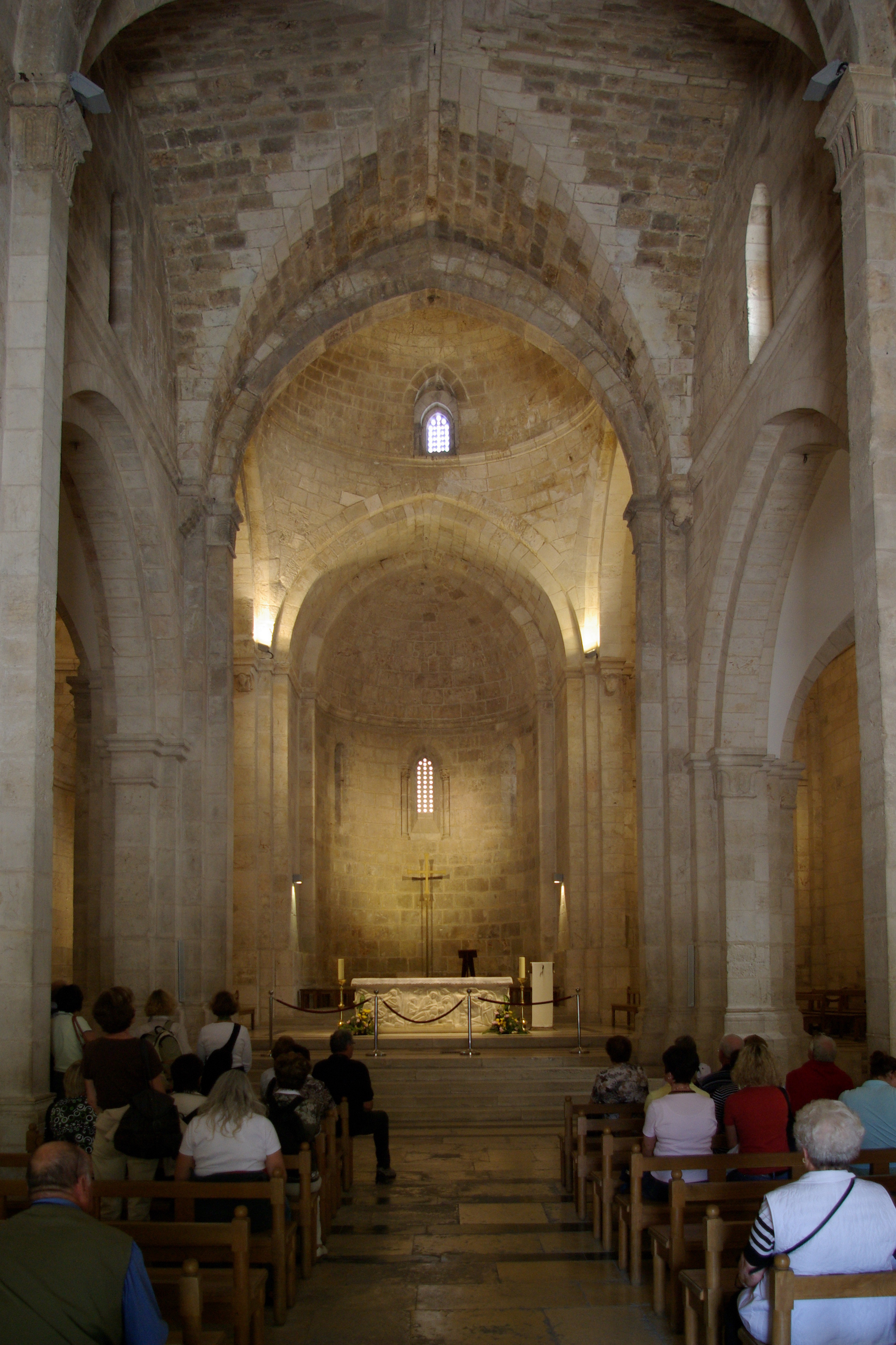
Intérieur de l'église.